# ديمس هاسابيس
ديمس هاسابيس (بالإنجليزية: Demis Hassabis)‏ (مواليد 27 يوليو 1976) هو باحث في مجال الأعصاب، والذكاء الصناعي، ومصمم ألعاب كمبيوتر. وصاحب نقاط على مستوى عالمي في ألعاب الكمبيوتر.

## مهنته وأبحاثه

### ليونهيد استوديو
بعد تخرجه من كامبريدج، عمل هاسابيس في استوديوهات ليونهيد. أسس مصمم الألعاب بيتر مولينيو، الذي عمل معه هاسابيس في شركة بولفروغ برودكشن، الشركة ذاتها مؤخرًا. في استوديو ليونهيد، عمل هاسابيس كمبرمج رئيسي للذكاء الاصطناعي في لعبة بلاك آند وايت في عام 2001.

### إليكسر استوديو
غادر هاسابيس استوديو ليونهيد في عام 1998 ليباشر بتأسيس إليكسر استوديو، وهي شركة مطورة للألعاب المستقلة مقرها لندن، بعد توقيع صفقات نشر مع شركات مثل سكوير إنكس يوروب وفيفاندي ومايكروسوفت. بالإضافة إلى إدارة الشركة، عمل هاسابيس كمصمم تنفيذي للألعاب المرشحة من قِبَل الأكاديمية البريطانية لفنون السينما والتلفزيون (بافتا): ريببليك: ذا ريفلوشن و إيفل جينيس.
تأخر إصدار لعبة استوديو إليكسر الأولى، ريببليك: ذا ريفلوشن، وهي لعبة محاكاة سياسية مشوقة للغاية وغير عادية بسبب نطاق انتشارها الواسع. تم عمل نسخة مصغرة عن اللعبة النهائية من نسختها الأصلية لكنها استُقبلت بمراجعات عادية جدًا وحصلت على درجة ميتاكريتيك 62/100. كان أداء لعبة إيفل جينيس، وهي عبارة عن شخصية شريرة شبيهة بجيمس بوند لديها لسان يخرج من وجنتيها، أفضل بكثير من قبلها بنتيجة 75/100. في أبريل عام 2005، تم بيع حقوق الملكية الفكرية والتكنولوجية لمختلف الناشرين وتم إغلاق الاستوديو.

### أبحاث علم الأعصاب في جامعة كوليدج لندن
بعد استوديوهات إليكسر، عاد هاسابيس إلى الأوساط الأكاديمية للحصول على درجة الدكتوراه في علم الأعصاب المعرفي من كلية لندن الجامعية (يو سي إل) في عام 2009 تحت إشراف إليانور ماغواير. وقد سعى هاسابيس لإيجاد الإلهام من الدماغ البشري لخوارزميات الذكاء الاصطناعي الجديدة.
واصل هاسابيس أبحاثه في علم الأعصاب المعرفي والذكاء الاصطناعي كأستاذ زائر مشترك في معهد ماساتشوستس للتكنولوجيا (إم آي تي)، في مختبر توماسو بوجيو وجامعة هارفرد، قبل أن يحصل على زمالة هنري ويلكوم البحثية لما بعد الدكتوراه في مؤسسة غاتسبي الخيرية للعلوم العصبية الحاسوبية في كلية لندن الجامعية في عام 2009 بالعمل مع بيتر دايان.
عمل هاسابيس في مجال المخيلة والذاكرة وفقدان الذاكرة وشارك أيضًا في تأليف العديد من الأبحاث المؤثرة المنشورة في مجلات مثل نيتشر و ساينس و نيورون و بي إن إيه إس (وقائع الأكاديمية الوطنية للعلوم في الولايات المتحدة الأمريكية). نُشر أول عمل أكاديمي له في مجلة بي إن إيه إس، وهو ورقة بحثية تاريخية أظهرت بشكل منهجي لأول مرة أن المرضى الذين يعانون من إصابة أو خلل في حصين قرن آمون، والمعروف أنه يسبب فقدان الذاكرة، لم يتمكنوا أيضًا من تخيل أنفسهم في تجارب جديدة. أنشأت النتيجة صلة بين العملية البناءة للمخيلة والعملية الترميمية لاستدعاء الذاكرة العَرضية. بناءً على هذا العمل ومتابعة دراسة التصوير بالرنين المغناطيسي الوظيفي (إف إم آر آي)، طوّر هاسابيس سردًا نظريًا جديدًا لنظام الذاكرة العَرضية الذي يحدد بناء المشهد وتوليد وصيانة مشهد معقد ومتماسك عبر الإنترنت، كعملية رئيسية لكل من استدعاء الذاكرة والمخيلة. حظي هذا العمل بتغطية واسعة في وسائل الإعلام الرئيسية وتم إدراجه ضمن أفضل 10 اختراقات علمية لذاك العام في عدة مجالات من قِبَل مجلة ساينس. قام هاسابيس لاحقًا بتعميم هذه الأفكار لتعزيز فكرة «محرك محاكاة العقل» الذي كان دوره تخيل الأحداث والسيناريوهات للمساعدة في التخطيط الأفضل.